# Mitromorpha multicostata
Mitromorpha multicostata é uma espécie de gastrópode do gênero Mitromorpha, pertencente a família Mitromorphidae.